# Cosmochilus harmandi
Cosmochilus harmandi är en fiskart som beskrevs av Sauvage, 1878. Cosmochilus harmandi ingår i släktet Cosmochilus och familjen karpfiskar. IUCN kategoriserar arten globalt som livskraftig. Inga underarter finns listade i Catalogue of Life.